# Criosferă

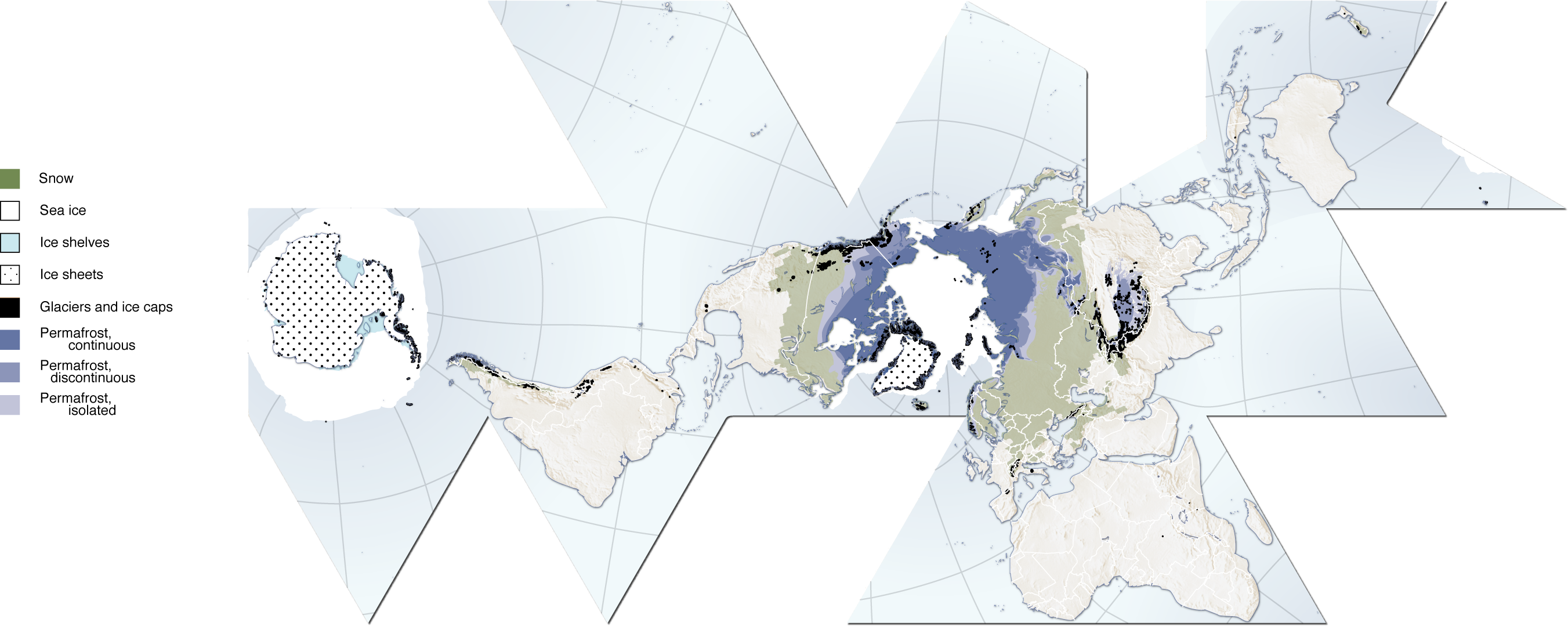
Componentele criosferei

Criosfera (din limba greacă: κρύος cryos rece, îngheț sau gheață și σφαῖρα sphaira, glob, sferă) este geosfera Pământului alcătuită din toată apa în stare solidă, incluzând apele marine, lacustre, curgătoare, ghețarii, calotele glaciare și pământul înghețat (împreună cu permafrostul).

## Articole pe teme de glaciologie
- Aisberg
- Alpii înalți
- Antarctica
- Arctica
- Ablație (fenomen)
- Balanța masei unui ghețar
- Banchiză
- Calotă glaciară
- Calotă polară
- Circ glaciar
- Climatul calotelor polare
- Criosferă
- Ecoton
- Efectul de trecere
- Efectul Massenerhebung
- Gheață
- Ghețar
- Glaciațiunea Günz
- Glaciațiunea Saale
- Glaciațiunea Westallgäu
- Glaciațiunea Wisconsin
- Glaciația Würm
- Glaciologie
- Încălzirea globală
- Înzăpezire
- Lac glaciar
- Lacul Toba
- Linia arborilor
- Linia ghețarilor
- Linia înghețului
- Linia de îngheț (astrofizică)
- Linia zăpezii
- Listă de țări în care ninge
- Listă de lacuri din România
- Morenă
- Nivologie
- Sculptura în gheață
- Serii de glaciațiuni
- Spărgător de gheață
- Tundră
- Tundră alpină
- Zăpadă
- Zonă de ablație
- Zonă de acumulare